# Plotava (Alejskij rajon)
Plotava (in lingua russa Плотава) è un centro abitato del Territorio dell'Altaj, situato nell'Alejskij rajon.